# シャーロック ホームズ (人形劇)
『シャーロックホームズ』は、シャーロック・ホームズシリーズをベースにした人形劇（パペット・エンターテインメント）である。

## 概要
脚本家三谷幸喜が、舞台を寄宿学校に、登場人物を生徒と学校関係者に設定し、シリーズの作品を学校内の事件として脚色している。初回は2014年3月25日から27日までの3日間、NHK総合テレビで先行放送され、同年8月にはやはりNHK総合テレビで別の3話が先行放送された。そして10月12日から2015年2月15日までの毎週日曜日午後5時30分から、NHK Eテレで、改めて第1話から全18回が放送された。また、10月5日にはスペシャル番組が放送され、放送された日曜日の4日後の木曜深夜に、同じ回が再放送された。
2015年2月22日から3月15日まで、第1話から第4話が本放送と同じ時間帯に再放送された。本放送終了後、番組公式サイト及び「シャーロック学園」のサイトには、小さな事件の紹介という表現で、新作をほのめかす文章が掲載され、3月15日には「シャーロック学園」アカウントのツイートで、2015年夏の新作放送が発表された。2015年3月22日には、第37回日本シャーロック・ホームズ大賞を受賞した。2015年6月1日、同年7月から10週間連続で関連番組、そして2014 - 15年放送分からの特撰番組が放送されることが明らかになった。
スタッフの一人吉川邦夫は、この番組の英語版を制作して海外で放送したいと語っている。またネットショップでTシャツやIPhoneケース、トートバッグ、マグカップなどの関連グッズが販売されている。

## あらすじ
ロンドン郊外の全寮制名門校、ビートン校にオーストラリアから転校して来た、孤独な正義感が強く優しい少年のジョン・H・ワトソンは、ベイカー寮221B号室でシャーロック・ホームズという一風変わった少年と同室になる。ホームズは問題児と言われており、とっつきにくい印象があったが、初対面のワトソンの経歴を言い当てるなど、観察眼に優れ、ものごとを鋭く見抜く力があった。やがて2人は、教師や生徒から依頼を受け、学校内の様々な事件に関わって行くことになる。なお、ビートン校の名前は、『ビートンのクリスマス年鑑』及びイートン校に由来している。

## 製作

### 製作にいたるまで

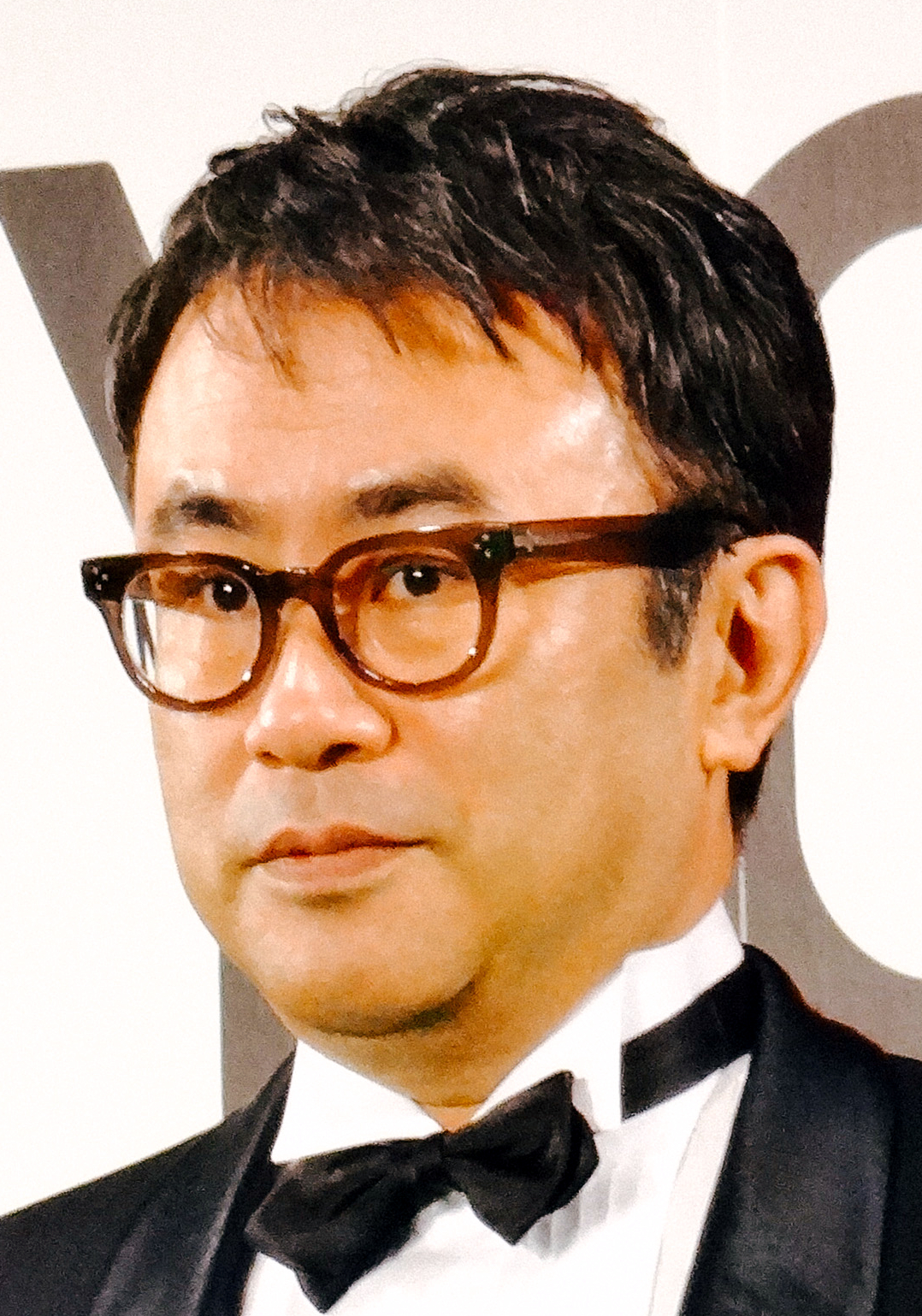
脚本の三谷幸喜

脚本担当の三谷幸喜は、大変なホームズファンである。また三谷は番組記者会見で、ホームズはミステリーではなくアドベンチャーであると述べている。元々、三谷は『カラマーゾフの兄弟』を人形劇化したいと考えており、ホームズの人形劇化には反対であった。ゲストが出るたびに新しい人形を作る必要があること、推理の決め手となる細かい部分が、人形劇では描きにくいことがその理由だった。また、シドニー・パジェットの挿絵を人形化しようとしたが、ホームズが長身であるため、操作が難しいので見送られた。
他にも、既にドラマ『シャーロック』でブームが再燃していたこと、ジェレミー・ブレット主演の『シャーロック・ホームズの冒険』もあったことから、二番煎じを避けるため、原作のよさを取り入れつつ、学園物として制作することになった。対象年齢は10代前半、そして、かつてテレビの人形劇を観て育ったその親の年齢層である。学校が舞台ということで、それまでの回の依頼人や犯人も再登場し、レギュラーが増えて楽しくなるという設定になっており、本来殺人事件でなければ成り立たないはずの原作を、学園物に置き換えるのが楽しかったと語っている。また、なぜ舞台を学校に設定したのかについては、回を追っていく中でわかって来ること、そして『緋色の研究』、『四つの署名』、『バスカヴィル家の犬』そして『恐怖の谷』の四大長編をすべて映像化した、恐らく初めての作品であろうといったことも述べている。
三谷自身は、「これを楽しめなければシャーロッキアンではないと思う」と語っている。この発言には批判があったが、三谷自身によれば、ホームズのシリーズは二次創作のしがいがある作品であり、その二次創作を受け入れるには遊び心が大事であるということ、つまりシャーロッキアンであるのならば、学園物という二次創作もまた、受け入れるだけの遊び心を持ってほしいという意味であったとしている。

### 脚本の特徴
ストーリーの最大の特徴は殺人が起きないことである。また、事件解決後も犯人や依頼人、そして被害者が残って、その後の物語にも顔をのぞかせるという設定になっている。三谷自身は、このドラマを冒険物語と位置付けており、殺人こそ起きないものの、妬み、不倫、詐欺などの悪事を登場させ、子供たちに人間の負の部分もきちんと見せるようにしている。またそれとは別に、個性の尊重や友情の大切さなどの教育的側面も重視している。
三谷はワトソンの描き方にも気を配っていて、ホームズにない人間としての温かさ、熱さを描いたとも語っている。三谷によれば、従来、漫才でのボケ役のような所があったワトソンだが、『シャーロック・ホームズの冒険』以後、ホームズとは違った人格の持ち主としてきちんと描かれるようになった。また、『シャーロック』のジョン・ワトソン役のマーティン・フリーマンを高く評価している。フリーマンは三谷原作の『笑の大学』がイギリスで上演された際に出演しているが、三谷は、彼はむしろワトソンというよりホームズ的な雰囲気であるとも言っている。

### 人形製作とセット

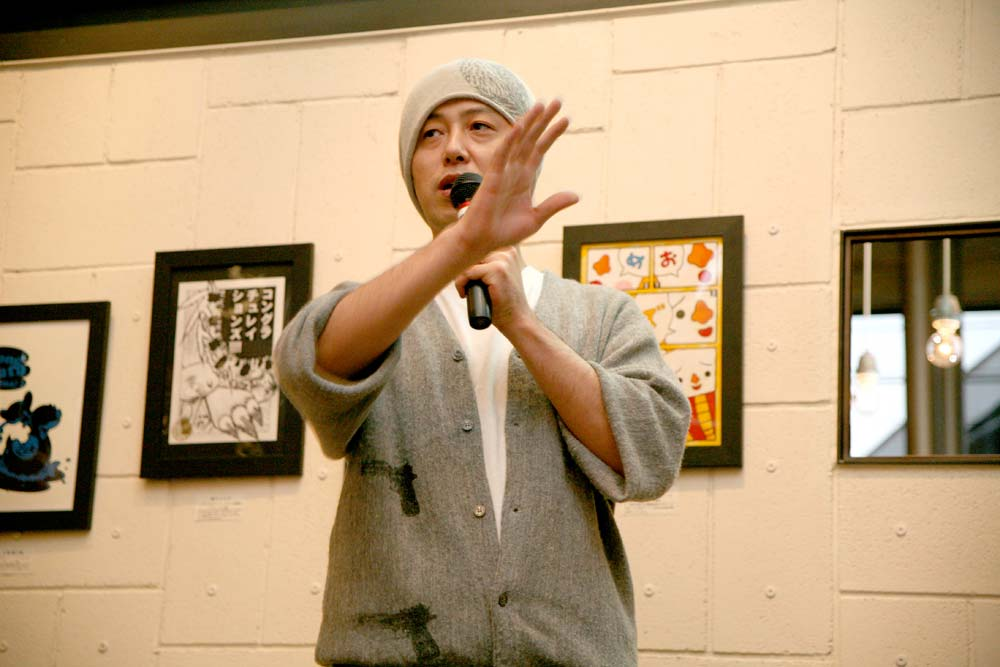
パペットデザインの
井上文太

パペットデザインと人形美術監修の井上文太は、同じ記者会見で、人形の造形に気を配ったと明かしており、ホームズは、広い額と大きな耳で知的で好奇心旺盛なイメージを出し、三谷の意向も受けて、ぷるんととがった鼻をつけている。これは、原作のホームズがそうであるように、鼻に特徴を持たせたいという意図で実現された。三谷はまた、脚本を出す時に、当て書きのような形でイメージキャストを出している。たとえば、『バスカヴィル家の犬』の場合は、ヘンリー・バスカヴィルがウィリアム王子、ステープルトンがウディ・アレンのイメージといった具合にである。
また井上は、今回の人形の造形に当たり、子供が落書きできるようなイメージでデザインしたと語っている。井上は「GTFスマイルチャレンジin江戸川2014」で、この作品と『新・三銃士』を対象としたイラストコンテストの審査員を務めている。顔は基本的に無表情で、演出は能や文楽のように照明によって行われる。髪の毛は、男性の場合はワトソンを除いて、メリーゴーランドのようなポップな塗装である。一方女性の人形の髪は、和服に使う絞りを用いている。
セットはドールハウスをイメージしており、特に学校の回廊は、コッツウォルズ地方の修道院の回廊をモチーフとしている。それ以外にも、シャーロック・ホームズ博物館の窓のステンドグラスや、ロンドン市内の駅舎などもセットに応用されている。また、『シャーロック・ホームズ』というイギリスの作品を日本人が手掛ける以上、日本らしさがあっていいという発想から、セットの植物や小道具には、和紙が多用されており、それ以外にも寒冷紗や不織布が用いられていて、自然な風合いを醸し出している。
ビートン校にはアーチャー、ベイカー、クーパー、ディーラーの4つの寮があるという設定で、それぞれのシンボルカラーは臙脂、紺、緑そして灰色である。生徒たちの制服の色はこのシンボルカラーにちなんでおり、ホームズの着ている制服も紺色で、左胸に懐中時計とコンパスをぶら下げている。井上のデザイン原画では、ホームズはどくろの頭がついたステッキを持っており、靴底には『踊る人形』の人形を使って"Sherlock Holmes"と刻んである。ただワトソンは転校生であるため、前の学校の薄茶色の制服を着ている。

### 声優
また声優選びに関しては、少年といってもひとくせあるキャラクターで、それなりの演技力を必要とするため、山寺宏一にオファーを出した。山寺は、自身の年齢から15歳の役は無理と伝えたため、まずオーディションを行い、何通りかの声を試してみた。その時、三谷が出した「人の目を見てしゃべれない少年のイメージ」の条件に、山寺の声が合致し、彼がホームズの声を担当することになった。また、三谷は山寺について「ナイーブで、繊細で、当然少年という役を、ナイーブでも少年でもない人が演じて、あれだけぴったりはまるのはすごい」と言っている。ちなみに、ホームズ、ワトソン、そしてモリアーティを演じる山寺、高木渉、江原正士は、『新・三銃士』でそれぞれ三銃士のアトス、ポルトス、アラミスの声を担当している。その他にも『新・三銃士』で主人公・ダルタニアンの声を担当した池松壮亮はステイプルトン役、ミレディの声を担当した戸田恵子はクライン役、アンヌ王妃の声を担当した瀬戸カトリーヌはサザーランド役でゲスト出演している。
番組中でハドソン夫人が口ずさむメロディーは、番組オリジナルである。番組の製作方法としては、先にセリフを収録し、それに合わせて人形を動かすプレスコの手法が取り入れられている。番組のオープニングのタイトルバックは、CGによるマッピングを駆使しており、『踊る人形』の棒人間が描き出される。

### 随所にみられる「遊び」
前作の『新・三銃士』もそうだったが、この作品も、第8話と第9話の「愉快な四人組の冒険」がミュージカル仕立てであったり、第11話の「まだらの紐の冒険」に登場する沼毒蛇の斑点が、原作の一部である『まだらの紐』の、ホームズとロイロットの会話に登場するクロッカスを模したものであったりと、随所に遊びが採り入れられている。また、校長室の壁に『新・三銃士』のバッキンガム公・アラミス・ポルトスの絵が飾られていたり、美術室に三銃士やオレイリーをかたどった胸像が置いてあるなど、前作ともリンクしている部分がみられる。

## 登場人物

### 主要人物
シャーロック・ホームズ
声 - 山寺宏一、操演 - 川口英子
本作の主役。
学校では風変わりな問題児扱いされているが、観察力と洞察力に優れたナイーブで繊細な15歳の少年。ベイカー寮の221Bで暮らしている。
授業中はほとんど寝ており、学業成績は振るわず、特に文学、哲学、天文学の成績は下の下。また、美術が苦手で自作のカバの石膏像をワトソンにピーナッツと間違えられるシーンもある。クラブ活動はしていない。探偵としての実力は抜群でワトソンと一緒に学校内での事件を次々と解決していく。パイプをくゆらせる代わりにピロピロを吹いている。
ジョン・H・ワトソン
声 - 高木渉、操演 - 友松正人
献身的で正義感のある少年で、ホームズと同い年である。
医師である父親がロンドンで開業することになり、オーストラリアからやってくる。
前の学校ではラグビーをやっており、ポジションはフォワードでフッカーだったが、左膝の負傷をきっかけに一線から退き、ホームズと組んで学校内の事件解決に当たる。ホームズが解決した事件を、イラストと共にワトソンメモに残し、学校新聞に寄稿する。文章を書くのが得意で、前の学校では賞をもらったこともある。苦手なものはバナナ。
このお話のナレーション、次回予告も彼が担当している。
ハドソン夫人
声 - 堀内敬子、操演 - 佐久間おさむ、がこさく
ベイカー寮の世話好きな寮母。
ホームズを特に気に入っており、学校内で唯一彼のことを「シャーロック」とファーストネームで呼ぶ。
生徒たちにしょっちゅう手作りのクッキーを配っているが、ホームズによると「悪い人ではないが、野良猫と遊んだ後に手を洗わないため猫の毛が入っていることが多々ある」という。
ワトソンが寄稿する新聞記事では、「ターナー夫人」の名前で登場する。

### A（アーチャー）寮
スタンフォード
声 - 岸尾だいすけ、操演 - 磯辺美恵子
アーチャー寮の3年生。美術部員であると同時に壁新聞の編集委員でもある。
転校生のワトソンに寮や部屋について教える。ホームズのことを問題児だと思っている。
ジェファーソン・ホープ
声 - 妻夫木聡、操演 - 磯辺美恵子
アーチャー寮の2年生。手先が器用で家族思い。
ディーラー寮のドレッバーやスタンガスンに無理やりに賭け事に誘われ、彼だけ退学処分となる。
退学後は美術品の運送会社で働きながら彫刻の勉強をしている。ホームズに頼まれてホームズの等身大のダミー人形「ホームズ2号」をつくったことも。
アロイシャス・ガルシア
声 - 江原正士、操演 - 佐久間おさむ
アーチャー寮の2年生。
第6話でヘンダーソンと共に行方不明になる。
ヘンダーソン
声 - 三瓶由布子、操演 - 亀野直美
アーチャー寮の2年生。
ガルシアと同じ部屋で生活をしている。
メアリー・モースタン
声 - 石橋杏奈、操演 - 清水正子、磯辺美恵子
アーチャー寮の2年生。
作中では、ワトソン、ジョナサン、ステイプルトン、バスカーヴィルに好かれている。
アーサー・モースタン
声 - 浦井健治、操演 - おかの公夫
アーチャー寮3年生。
メアリー・モースタンの兄。合唱部で音楽活動をしている。
アブドラ
声　- 小松史法、操演 - 佐久間おさむ
インドから来た留学生。アーサーと同室。
ジャック・ステイプルトン
声　- 池松壮亮、操演 - 佐久間おさむ
メアリー・モースタンの幼馴染で化石発掘が趣味。
イザドラ・クライン
声  - 戸田恵子、操演 - 亀野直美
4年生だが、なぜか18歳。
学園の女番長で、男子生徒を子分に使う。先生も一目置く存在。

### B（ベイカー）寮
シャーマン
声 - 平岩紙、操演 - 清水正子
ベイカー寮の3年生。
ビートン校内の飼育小屋で動物を育て、小屋で寝起きする一風変わった生徒。自分のことを「僕」と呼び、喋り方も男の子のようで、少年のような雰囲気をもつが女子である。動物の言葉を理解し会話もできる事から誘拐されたこともある。
ビートン校周囲の状況や動物の知識にも詳しく、ホームズの捜査にも協力する。
タバサ
声 - 三瓶由布子
母親からもらった指輪を失くし、ホームズに相談する。
第1回の字幕では、「アガサ」と表記されていたが、2月22日の再放送では「女子生徒」に変更されていた。
第5回では、絵画クラブの一員として登場している。
ベッポ
声 - 梶原善、操演 - 清水正子
ベイカー寮2年生。美術部（絵画クラブ）の一員で、美術室の清掃担当。一人称は「おいら」。
あるものを探すために石膏像を壊していた事がホームズの推理でバレてしまった。
似顔絵を描くのがうまいが、授業中に書いていたためミルヴァートンに没収されてしまう。
ダンカン・ロス
声 - 武田真治、操演 - 高橋弘一
ベイカー寮の4年生で伝統のある「赤毛クラブ」の25代目の部長。
見事な赤毛を持っているウィルソンを勧誘し、石ころ・ボール・美術室の胸像など赤いペンキで塗らせていた。
本当は美術部の部員で、校内で行われる「オタマジャクシ絵画コンクール」で優勝した。
ラングデール・パイク
声 - 関智一、操演 - 磯辺美恵子
ベイカー寮の3年生。
学園内の情報屋でホームズから調査の依頼を引き受けている。ふだんは怪しい写真や塗り薬を売っており、お金にケチ。
彼に依頼をする時には対価の依頼料（お金だけとは限らない）が必要。
アガサ・ライト
声 - 高泉淳子、操演 - 高橋弘一
ベイカー寮の1年生。
ミルヴァートンを慕っている。ベッポの依頼で似顔絵を取り戻しにミルヴァートンの部屋に忍び込んだホームズとワトソンに出会って以降ホームズを気に入り、朝食をホームズの部屋で食べたり、隙あらばホームズに「チューして！」と迫ったり、ホームズの助手を勝手に名乗るなど積極的にアタックしている。
独り言が多く破天荒で変わった性格の一方、人混みが苦手で食事を食堂で取ることが出来ないなど非常にデリケートな一面を持つ。直感力に優れており、博物館に展示されている古代文字を一目で解読してしまったり、ホームズすら解けなかった暗号を簡単に解いてしまうことがある。
- パペットは、タバサの髪に新しくツインテールヘアーを加えたものを使用。

### C（クーパー）寮
ゴードン・レストレード
声 - 岸尾だいすけ
ビートン校の生活委員で、クーパー寮の3年生。
趣味は戦略ボードゲーム。性格は生真面目で、生活委員という役目に忠実である。
事件に困ったときはしばしばホームズに相談をしに部屋を訪れるが、生活委員の立場上からホームズの敵役になることもある。
第6回「生真面目な証人の冒険」で、自分のファーストネームがゴードンであることを明かした。
バーニコット
声 - 江原正士
クーパー寮の3年生。カバに似た男子生徒。
美術部（絵画クラブ）の一員。自慢の石膏像を何者かに壊され、激怒した。壁新聞の編集委員もしている。
ウィンディバンク
声 - 藤原竜也
クーパー寮の2年生。
幼馴染のメアリー・サザーランドより背が低い。
- ホズマ・エンジェル

クーパー寮6年生でメアリー・サザーランドの恋人。メアリーの好きな食べ物から本まで何でも知っており、仲睦まじい二人だがある日のデートの途中で姿をくらませてしまう。
実はメアリーの気を引きたいがためにウィンディバンクが変装をしていた姿。変装してメアリーに出会った当初は目論見通りに自分に夢中になった事に満足したが、次第に架空の存在であるホズマへの嫉妬を募らせ、彼を消し去ろうとした。
ジェイベス・ウィルソン
声 - 小松史法
クーパー寮の2年生。
トマトのような赤い髪を持つが、昔からからかわれ、本人は気にしている。
クラブ活動はしていなかったが、「赤毛クラブ」に誘われ入部する。
ベインズ
声 ‐ 浅利陽介
クーパー寮の生徒で、生活委員をしている。
ホームズを尊敬している数少ない人物で、ペロペロをなめている。ホームズをうならせる程の推理力を持ち、ライバル的存在。マラカスに詳しい。

### D（ディーラー）寮
イノーク・ドレッバー
声 - 三瓶由布子
お金持ちの生徒専用のディーラー寮で生活をしている少年。
個室を与えられ、食事もそこで食べることを許可されているなど特別待遇を受けていて、それを鼻にかけている。トランプなど勝負事に目がない。
2年生のホープを召使いのように扱って困らせていた反面、4年生のイザドラに子分のように扱われる。
ジョゼフ・スタンガスン
声 - 岸尾だいすけ
ディーラー寮3年生。
ロンドンでも有数の資産家の父親を持つ。ドレッバーの子分で、いつも二人はつるんで遊んでいる。
ドレッバーと同じく2年生のホープを召使いのように困らせていた反面、4年生のイザドラに子分のように扱われる。
メアリー・サザーランド
声 - 瀬戸カトリーヌ
ディーラー寮の2年生。
自意識過剰気味で大柄の女子生徒。眼鏡を掛けないと、近くがわからない。
ウィルスン・ケンプ
声 - 石井正則
ディーラー寮の2年生。
目立ちたいがために悪事に手を染めることが多く、マイクロフトにもみ消してもらっている。
作中ではシャーロックたちに謝って改心したこともあったが、自分の意思や教頭の命令によって再び悪事をした。
マイクロフト・ホームズ
声 - 山寺宏一
ディーラー寮の6年生でビートン校の生徒会会長。
弟のシャーロック・ホームズより推理力は上で、ディオゲネスクラブの一員。恰幅のいい体つきをしている。
髪の毛と鼻の形以外は、まったく弟に似ていない。
バーソロミュー・ショルトー
声 - 田口浩正
ディーラー寮の生徒。気が荒い性格。サディアスの双子の兄。愛称は「バート」。
個室ではなく、弟のサディと一緒の二人部屋を利用している。
サディアス・ショルトー
声 - 田口浩正
ディーラー寮の生徒。
双子の兄バートよりは穏やかな性格で、体中がかゆくなることもある。愛称は「サディ」。
音のあまりでないマラカスで演奏の練習をすることもある。
ヘンリー・バスカーヴィル
声　- 今井朋彦
ディーラー寮の生徒。
メアリー・モースタンとのデートの最中に、怪しい犬を見たとホームズに相談してくる。
大の犬嫌いで、犬に対して恐怖心を持っている。

### ビートン校の教師、実習生
グライムズビー・ロイロット先生
声 - 浅野和之
生活指導の先生で理科（化学）を教えている。
ホームズ本人だけでなく、彼と親しくする者を毛嫌いしている。ホームズ曰く「生徒を叱ることしか楽しみのない、つまらない男」
とある女子生徒に恋をし、おしゃれに気を使ったり担当課目ではない生物の研究をしていたが教師としてのけじめをつけるために学園を去る。
モリアーティ教頭
声 - 江原正士
長身痩躯で金髪のビートンの教頭。
左右非対称の顔で、優しさと厳しさの二面性が表現されている。規律に厳しく、マイペースなホームズを苦々しく思っている教師の一人。
基本的に生徒をフルネームで呼び、学園を去ったロイロットの代わりに生活指導を任された。2014年の年末に放送されたPR番組の予告映像でマイクロフトと手を組む様子が描かれている。
オルムシュタイン校長
声 - 中村梅雀
妻子がいる身でありながらアイリーンとの関係に悩み、偶然目にしてた壁新聞を見て221Bを訪ねたビートン校の校長先生。一人称は「わたし」「校長先生」。
クーパー寮にいるベインズは甥にあたる。
アイリーン・アドラー先生
声 - 宮沢りえ
ビートン校の保健の先生。
「魔性の女」でホームズと互角にわたりあえるほど頭脳明晰。ホームズが敬意をもって接する数少ない人物。
ハリソン先生
声 - 三瓶由布子
ビートン校の数学の先生。
- パペットは、ハドソン夫人の流用。

ゴドフリー・ノートン先生
声 - 江原正士
ビートン校の美術の先生で美術部（絵画クラブ）顧問。
絵についてホームズから「デッサン力はあるけど、それだけ」と評価されている。
ホームズのことを快く思っていない教師のひとり。アドラー先生の新しい恋人となる。
チャールズ・オーガスタス・ミルヴァートン先生
声 - 段田安則
ビートン校の歴史の先生。
規律に厳しく体罰をする事から嫌われているが、本当は生徒思い。
歴史の成績が悪いアガサに補習をしたり、隙間風で寒い思いをしている生徒の為に校長へ部屋の修繕を相談するなど面倒見がいい（ただし、本人は長年培ってきたイメージを保つために悪役を演じている）。
ヘレン・ストーナー先生
声 - 三瓶由布子
教育実習の若い女性教師。教科は化学。
ある夜、実験のデータを整理していた時に恐ろしい動物の鳴き声と姿を目撃し、ホームズに相談を持ちかける。

### シャーマンの飼育小屋
トビィ
声 - 山寺宏一
ホームズが捜査の時に連れて歩く犬。普段はシャーマンが管理している動物小屋にいる。
三谷幸喜が長年連れ添っていた愛犬の「とび」がモデル。
ベイカー寮遊撃隊
声 - 山寺宏一
白いネズミ達。
声が非常に高い為、セリフには字幕が添えられる。

### 学園の外
ジョナサン・スモール
声- 市村正親
ビートン校の合唱部に遊びに来た出入りの郵便配達員で猿のトンガを相棒として飼っている。ニックネームは「ジョニー」。
曲は書けないが、歌詞を書いたり歌が非常に上手いことからアーサー・モースタンやショルトー兄弟と共にコーラスグループ「トレジャーズ」のメンバーとして活躍していた。
ダグラス氏
声-　三谷幸喜
ビートン校の裏にある屋敷に住むアメリカ人男性。
アメリカで何があったのか等、過去の話について、推理小説の半分くらいあると言われ、いずれ体験談を書いて出す様子。
ダグラス夫人
声 - 藤野泰子
ダグラス氏の妻。
ダグラス氏殺人事件で、ワトソンに犯人ではないかと疑われる。
マクドナルド警部
声 - 迫田孝也
ダグラス氏殺人事件で現場での捜査の指揮に当たる警部。
ホームズとワトソンを追い払おうとするが、モリアーティ教頭の仲介により、ホームズの推理に耳を傾ける。

### その他
ストランド
ビートン校の編集委員の一人。
ワトソンに何か記事をかいてくれと頼んだ。
ホープの父
懐中時計を形見としてホープに渡す。
ヘンリーの父
息子とおなじく犬が苦手で、犬を見たとたんにヘンリーを置いて逃げたこともある。故人。
パーシー・フェルプス卿
子どものころのあだ名は「おたまじゃくし」。ビートン校の創設者でもある。
モース
カバの石膏像を壊された、ビートン校の生徒。
寮と学年は不明で、モリアーティー教頭の話に出てきた。

## 音楽とオープニングテーマ
音楽は『新・三銃士』で音楽を担当したスパニッシュ・コネクションのメンバーの一人で、バイオリニストの平松加奈が担当。原作の古典的な雰囲気と、人形劇のコメディタッチとの相対する要素を効果的に表現すべく、ヨーロッパ音楽の様式に、スイングやアイリッシュミュージック、フラメンコなどの世界の多様なリズムを採り入れたストリングス編成の音楽となった。録音はドイツで、ダニエル・ハーディングとマーラー・チェンバー・オーケストラの協力のもと行われている。原作では、シャーロック・ホームズがバイオリンを弾くシーンがあるため、バイオリニストとして光栄だったと平松は語っている。
オープニングテーマはナノの"Scarlet Story"である。『緋色の研究』をテーマにした歌詞をと依頼され、まずこのタイトルが頭に浮かんだという。作曲はWEST GROUNDで、誘惑の中での真実の探求をテーマにしており、イントロ部分はバラードだが、その後ロックとなる。ナノ自身はこの曲を、ホームズ自身の内面の苦闘を表現したと述べている。

## スタッフ
- 脚本：三谷幸喜
- パペットデザイン及び人形美術監修：井上文太
- 人形美術：スタジオ・ノーヴァ
- 演出：杓瀬真実、森田倫代、吉川邦夫、荒木俊雅
- 音楽：平松加奈
- 主題歌：ナノ「Scarlet Story」（Flying DOG）
- 演奏：マーラー・チェンバー・オーケストラ
（指揮：ダニエル・ハーディング。[注釈 6]）

## 放送日程
| 回 | 放送日                         | サブタイトル                     | 原作                                         | あらすじ |
| -- | ------------------------------ | -------------------------------- | -------------------------------------------- | --- |
| 1  | 2014年3月25日 8月14日 10月12日 | 最初の冒険・前編                 | 『緋色の研究』 『六つのナポレオン』          | オーストラリアからビートン校に転校して来たジョン・H・ワトソンは、ベイカー寮221Bで同室となった風変わりな少年のシャーロック・ホームズに経歴をずばりと言い当てられる。 最初は呆気にとられ、どこか付き合い難い相手だと思っていたワトソンだが、モリアーティ教頭から、石膏像連続破壊事件の犯人にされそうになったところを、ホームズの推理で助け出され、心を通わせるようになる。 |
| 2  | 3月26日 8月17日 10月19日       | 最初の冒険・後編                 | 『緋色の研究』 『六つのナポレオン』          | そんな折、クーパー寮の生徒で生活委員のレストレードが221Bに駆け込んで来て、ディーラー寮の生徒が急な腹痛で病院に搬送されたことを知らせる。疑われているのはハドソン夫人が夕食時に配っていたクッキーだが、ホームズは被害者の部屋で卵の殻を見つけ、腐ったゆで卵が原因ではないかと考える。数少ないヒントを手掛かりにホームズは推理を開始し、アーチャー寮の生徒、ジェファーソン・ホープが事件の陰にいることに気づく。 |
| 3  | 3月27日 8月18日 10月26日       | 困った校長先生の冒険             | 『ボヘミアの醜聞』                           | 深夜、ホームズとワトソンの部屋に校長先生がやって来る。 校長先生は保健医のアイリーン・アドラー先生から2人で写った写真を取り返してほしいという。 ホームズとワトソンは、写真を取り戻すために、保健室の外でボヤ騒ぎを起こすが、アドラー先生はホームズたちの策略を見抜き、写真はもう返したと2人に告げる。 その写真のありかとは意外な場所だった。 |
| 4  | 8月19日 8月21日 11月2日        | 消えたボーイフレンドの冒険       | 『花婿失踪事件』                             | 221Bに、大柄なディーラー寮の女子生徒、メアリー・サザーランドが依頼に来た。 その前日に、最近付き合い始めたボーイフレンドのホズマ・エンジェルが、学校の裏手にある洞窟で、姿をくらませてしまったらしい。 ホームズは、2人の関係を快く思わない人物がいないかを尋ね、メアリーの幼馴染のウィンディバンクがこの事件に絡んでいると推理し、ラングデール・パイクに頼んで生徒名簿を調べさせる。 |
| 5  | 8月21日 8月23日 11月9日        | 赤毛クラブの冒険                 | 『赤毛連盟』                                 | 見事な赤毛の男子生徒、ジェイベズ・ウィルソンが依頼にやって来た。彼は、ダンカン・ロスという上級生から、赤毛の人間しか入れない「赤毛クラブ」に入会した。そのクラブはロンドンに本部を構える、由緒ある名門クラブというものの、部室は物置で、しかも活動内容は、石や瓶を赤く塗るだけという奇妙なものだった。ホームズは探りを入れるうちに、このクラブが、ロスのある目的によって作られたことに気付く。 |
| 6  | 11月16日                       | 生真面目な証人の冒険             | 『ウィスタリア荘』                           | ガルシアとヘンダーソンという2人の生徒が行方不明になり、彼らと会っていたレストレードが疑われて、生活委員ベインズが彼を連れ去る。しかし一方で2人は、食堂からパンを盗んでいたことが発覚、さらに、彼らの部屋で犬を遊ばせるおもちゃが見つかった。なぜそのような物があったのか、そもそもなぜガルシアたちはパンを盗んだのか、2人はどこにいるのか。一方でベインズは何か目的があるのか、ホームズを盛んに挑発していた。 |
| 7  | 11月23日                       | イヌ語通訳の冒険                 | 『ギリシャ語通訳』                           | 深夜にシャーマンが誘拐された。犯人は、ソフィというメスの老犬が、ある骨をどこに隠したかを知るために、動物の言葉がわかるシャーマンを拉致したのだった。ホームズは、ディーラー寮に住む最上級生の兄、マイクロフトの力を借りて骨を探し当て、犯人がディーラー寮のウィルソン・ケンプであることを突き止める。しかし、それに対してマイクロフトが取った行動は意外な物だった。 |
| 8  | 11月30日                       | 愉快な四人組の冒険・前編         | 『四つの署名』                               | アーチャー寮のアーサー・モースタンが深夜何者かに襲われて負傷した。妹のメアリー・モースタンはこれに納得が行かず、ホームズに調査を依頼する。ホームズは、アーサーの部屋にあった破られた署名を元にパイクの協力を得て、ディーラー寮の生徒で、アーサーとコーラスグループ「トレジャーズ」を結成している双子のショルトー兄弟が、この事件に関与していることを見抜く。しかし、ショルトー兄弟の対応はどこかいわくありげだった。 |
| 9  | 12月7日                        | 愉快な四人組の冒険・後編         | 『四つの署名』                               | アーサーに続いてショルトー兄弟も襲われた。ホームズとワトソンは犬のトビーを連れて捜査をするが、これは失敗に終わる。続いて、ベイカー寮遊撃隊の協力を得て、犯人は郵便配達人で、トレジャーズの一員のジョニーであることを突き止める。アーサーとショルトー兄弟が自分を裏切って、学校対抗のコンクールに出場しようとしたことに怒ったジョニーは、猿のトンガを連れて深夜寮に忍び込み、エントリー曲の楽譜を盗んでいたのだった。最終的に4人は和解し、ジョニーのメアリーへの恋も明かされたが、この事件でメアリーにぞっこんだったワトソンには恋敵の出現となった。                                                                    |
| 10 | 12月14日                       | 失礼な似顔絵の冒険               | 『チャールズ・オーガスタス・ミルヴァートン』 | 授業中に、学校一の鬼教師ミルヴァートン先生の似顔絵を描いていたベッポは、先生に見つかって似顔絵を取り上げられてしまう。ホームズに取り戻してほしいと頼むベッポ。先生の留守中に部屋に忍び込んだホームズとワトソンは、女子生徒のアガサ・ライトと出会う。引っ込み思案で授業について行けず、補習を受けているアガサは、ミルヴァートン先生は怖くないと言う。そんな折、戻ってきた先生の行動を見た2人は、この人物の意外な一面を知るのだった。 |
| 11 | 8月23日 9月27日 12月21日       | まだらの紐の冒険                 | 『まだらの紐』 『這う男』                    | ハドソン夫人が夜中に沼毒蛇を目撃するという騒ぎの中、教育実習生のヘレン・ストーナー先生が、深夜に現れた奇妙な物音とうなり声、そして目の前を横切った怪しい影について221Bで相談する。その夜、ホームズとワトソンは影の正体を追うが、見失ってしまう。その一方で、ロイロット先生の部屋には動物関連の本が散乱し、ハサミで処理された鼻毛があった。ホームズは、ロイロット先生がシャーマンに恋をし、動物になりきろうとしたことを見抜くが、そんな時シャーマンが沼毒蛇に捕われ、ロイロット先生は救助に乗り出す。 |
| 12 | 1月4日                         | バスカーヴィル君と犬の冒険・前編 | 『バスカヴィル家の犬』 『踊る人形』          | ディーラー寮のヘンリー・バスカーヴィルが、学校の裏山で目撃した魔犬（モンスター・ドッグ）の調査で221Bを訪れるが、ホームズは学校内の暗号の解読に忙しいため断る。しかしバスカーヴィルが魔犬を目撃した時、「彼女」であるメアリー・モースタンと一緒にいたと聞いたワトソンは、対抗意識を燃やして調査をするがうまく行かない。そんな時、バスカーヴィルがまたメアリーと裏山に出かけるのを知ったワトソンは、犬の言葉がわかるシャーマンを連れて現場に向かうが、シャーマンに魔犬の言葉はわからなかった。一方でワトソンは、メアリーの幼馴染の、ステイプルトンという奇妙な生徒と出会う。                                             |
| 13 | 1月11日                        | バスカーヴィル君と犬の冒険・後編 | 『バスカヴィル家の犬』 『踊る人形』          | ついにホームズが調査に乗り出し、シャーマンと現場で犬らしからぬ奇妙な足跡を見つける。そこへ現れたステイプルトンの言葉から、彼の計略を見抜いたホームズは、ワトソンにメアリーとのデートを勧め、犯人がステイプルトンであることを暴く。彼はメアリーが付き合う男たちへの嫉妬心から、彼らの嫌いな犬やバナナに変装して嫌がらせをし、醜態をさらすようにしていたのだが、その後ワトソンに命を救われる。一方暗号の件では、アガサがホームズに先立って暗号を解いたことと、これがベインズの仕業であったことにホームズは憮然とするものの、その後アガサに、暗号を使って助手の依頼を通達するのだった。                                   |
| 14 | 1月18日                        | 百匹のおたまじゃくしの冒険       | 『海軍条約文書事件』                         | 221Bを訪れたアドラー先生が、保健室にかつぎこまれたバーニコットが調査を依頼していると言う。バーニコットは、寮対抗のおたまじゃくし絵画コンクールの出品作を盗まれ、ショックで気を失ったのだった。出場者のリストを調べたホームズは、何年も優勝者を出していないディーラー寮のウィルソン・ケンプが怪しいとにらんだ。その夜ホームズとワトソンは、保健室に隠された絵を持ち去ろうとしたケンプから作品を奪い返す。しかしその絵は偽物で、本物はケンプが自分の作品として出品した。しかし、優勝したのはベイカー寮のダンカン・ロスの作品だった。                                                                                     |
| 15 | 1月25日                        | 青いシロクマの冒険               | 『三破風館』 『青いガーネット』              | ジェイベズ・ウィルソンが221Bに駆け込んで来た。「青いシロクマ」のぬいぐるみの入った袋を拾ったことで、ガルシアとヘンダーソンに追われていたのだった。しかもそのぬいぐるみは、過去何人かの手に渡っており、様々な名前をつけられていたことがわかる。所有者の一人であるノートン先生の証言から、元々の持ち主を察したホームズは、女番長イザドラ・クラインの部屋に行き、彼女がどのような意図で、このぬいぐるみに何を隠したのかを勝ち誇ったように言って聞かせるが、イザドラを泣かせてしまったことに、ワトソンは怒りをつのらせる。                                                                                                 |
| 16 | 2月1日                         | ダグラスさんのお屋敷の冒険       | 『恐怖の谷』                                 | ある晩、ビートン校の裏のお屋敷で殺人事件があったとの知らせに、ホームズは本物の死体が見られると勇んで寮を出て行き、ワトソンも後を追う。その屋敷では、働きながら彫刻家を目指すジェファーソン・ホープとの再会も果たした。しかし、死体とその周辺に不審な点を覚えたホームズは、ワトソンと、その場にやって来たモリアーティ教頭に手伝わせ、証拠品を屋敷の池から引き上げる。モリアーティ教頭のとりなしで、現場にいたマクドナルド警部に話を聞いてもらえたものの、その後の展開を見ることは出来ず、おまけに校則を破ったためホームズは1週間、ワトソンは3日間の謹慎を命じられてしまった。                                           |
| 17 | 2月8日                         | 本当に困った校長先生の冒険       | 『マザリンの宝石』                           | ワトソンが221Bに戻って来て、外を見ていたホームズに話しかけるが返事が無い。それはホームズの身代わりの人形で、ホームズは謹慎中にもかかわらず、オルムシュタイン校長がイザドラ・クラインに出したラブレターを誰かに盗まれ、ゆすられている事件の調査に乗り出していた。その後ディーラー寮のウィルスン・ケンプが実行犯と分かり、ホームズたちはケンプを嵌めてラブレターを取り戻す。事件は解決したかに見えたが、謹慎中に調査をしていたことが、生活指導担当のモリアーティ教頭を怒らせ、しかも、ケンプとつるんで校長を騙したという嘘の情報が知れ渡ったため、ホームズはワトソンに姿をくらますと言い残し、221Bを後にする。           |
| 18 | 2月15日                        | 最後の冒険                       | 『最後の事件』                               | オルムシュタイン校長のラブレターの件で、窮地に立たされたホームズは、追手の生活委員を逃れて、シャーマンの飼育小屋に泊まった後、変装して221Bに戻り、更にミルヴァートン先生の部屋へと赴く。一方で、兄のマイクロフトは、校長のラブレターをケンプに悪用させるがモリアーティ教頭にことが発覚し、最終的に問題児の弟を退学させるという交換条件を取り付けた。また校長、そして教頭も、痛み分けのような形でそれぞれ学校を去り、モリアーティはライヘンバッハの研究所に赴くことになる。その後、ミルヴァートンが校長に内定し、ホームズはワトソンに再会を約束して、依頼人たちに見送られながら学校を去り、門の外でホープに迎えられる。 |

放送は何れも総合テレビで放送時間は第1回から第3回は19:30 - 19:50、第4回と第5回は19:30 - 19:55、第6回は17:22 - 17:42であった。10月12日午後5時30分から毎週日曜日NHK Eテレで改めて第1話から18話まで放送開始となる。また、8月には総合テレビで第1回から第6回まで再放送があり、何れも12:20 - 12:40までである。

### 推理（ミステリー）の部屋
2015年7月から9月まで放送されているスピンオフ番組。今まで放送されたエピソード10編と、ワトソンによるクイズ番組の二部構成になっている。クイズ編にはレストレードとパイクがレギュラーで登場している。

## 関連番組

### 放送直前スペシャル　徹底調査！シャーロックホームズ
本放送前の特別番組で、2014年10月5日午後5時30分から50分まで、Eテレで放送された。脚本担当の三谷幸喜へのインタビュー、そして、俳優でユーチューバーの瀬戸弘司による、制作スタジオでの収録風景のレポートと操演者へのインタビューに加え、イギリスのリーズでのホームズのコスプレイベントや、ロンドンのシャーロック・ホームズ博物館、ゆかりのパブに集うファンを取材している。また、一部のファンやロンドン・シャーロック・ホームズ協会関係者に、番組を観てもらった上での評価や反応も紹介されている。

### シャーロックホームズ賞（アワード）
2014年12月28日放送の、山寺宏一司会による特別番組である。感謝賞、歌唱賞、アイドル賞の3つの賞があり、それぞれ操演チーム、ハドソン夫人、そしてトビー、ソフィ、ベーカー寮遊撃隊の動物たちが受賞した。その他に、音楽担当の平松加奈、指揮者ダニエル・ハーディング、主題歌を歌うナノ、そして、パペットデザインと美術監修の井上文太のインタビュー映像やナノのミュージックビデオも放送され、その後シリーズ後半の予告映像が一部流された。

### ミステリークイズ シャーロッQ!
本編終了後に放送されるミニコーナー、日本シャーロックホームズクラブの協力を得ている。アニメのホームズとワトソンが登場し、放送された作品の原作に関する三択のクイズが出題される。

### スタジオパークからこんにちは
2014年11月13日放送分に、ホームズ役の山寺宏一が出演し、なぜ声優を目指したかについて語った他、物真似をしたり、チャールズ・チャップリンの無声映画に台詞を付けてみせたりした。

### 「推理（ミステリー）の部屋」PR番組
2015年7月16日放送、18日にEテレ、21日に総合テレビで再放送。今までの関連番組のダイジェストに加え、今回のプレゼンター役、ワトソンの声を担当する高木渉のインタビューや、クイズがいくつか紹介されている。

## イベント
番組関連イベントとしては、イラストコンテストである「GTFスマイルチャレンジin江戸川2014」が、2014年8月下旬に行われた。その他にも、2014年11月1日から3日まで、NHK文化祭でパペットの展示が行われた。
また、2014年11月30日から12月28日までは、スタジオパークで「NHKパペットエンターテインメント シャーロックホームズ展」が開催され、パペットやセットの展示以外に、日曜限定で実演ワークショップも行われる。
井上文太のツイートによると、2015年3月に、ホームズのパペットとイラストが東京アートフェアに出品予定である。その後5月に横浜人形の家でパペット展示イベントとスタンプラリーが行われ、スタンプラリーの参加施設の1つであるホテルメルパルク横浜のレストランでは、メニューに「ハドソン夫人のチキンカレー」が登場した。7月から9月にかけても、再び横浜人形の家でパペット展示及びスタンプラリーが行われている。また同年8月23日から29日まで、東京の八芳園で、パペットの展示を盛り込んだ「にっぽんだぁいすきてん」も開催される。
2015年12月14日から26日まで、千葉県南房総市のとみうら枇杷倶楽部ギャラリーで、「パペットたちのクリスマス展」として登場人物のパペットの展示が行われた。

## メディア

### 小説
『少年シャーロック ホームズ シリーズ』は、人形劇『シャーロックホームズ』をノベライズした作品である。
- 少年シャーロック ホームズ 15歳の名探偵!!（2014年4月4日＜ISBN 4083212098）
- 少年シャーロック ホームズ 赤毛クラブの謎（2014年9月5日＜ISBN 4083212322）
- 少年シャーロック ホームズ 消えた生徒たち（2015年1月5日＜ISBN 4083212489）
- 少年シャーロック ホームズ こわい先生たちのヒミツ（2015年2月5日＜ISBN 4083212519）
- 少年シャーロック ホームズ 名探偵、最大のピンチ!（2015年7月3日＜ISBN 4083212764）

### DVD
いずれもポニーキャニオンから発売されている。
- 第1巻（第1話-第3話収録）2014年7月16日
- 第2巻（第4話-第6話収録）2014年11月19日
- 第3巻（第7話-第9話収録）2014年12月17日
- 第4巻（第10話、第12話-第13話収録）2015年1月21日
- 第5巻（第11話、第14話-第15話収録）2015年2月18日
- 第6巻（第16話-第18話収録）2015年3月18日[28]

また、2015年3月18日に、全18話と特典映像を3枚のディスクに収録したブルーレイボックスが発売された。

### サウンドトラック
2015年2月16日、サウンドトラックが発売された。また、オープニングテーマ″Scarlet Story″を収録したナノのアルバム″Rock on″が、2015年1月28日に発売された。

### ガイドブック
2014年10月4日に、小学館から番組ガイドブックとして、『NHKパペットエンターテインメント シャーロックホームズ 冒険ファンブック』が発売された。内容には声優へのインタビューや、人形のデザイン、人形劇のセットについての記事などが盛り込まれている。また、2015年2月26日には、『シャーロックホームズ 完全メモリアルブック』が発売された。

### クイズブック
2014年11月21日に、主婦と生活社より『NHKシャーロックホームズ 推理クイズブック』が発売された。この本オリジナルの、ビートン校絡みの事件を推理するという内容で、事件は全部で20件あり、初級編、中級編、上級編に分かれている。
また、2014年10月9日には、ホームズ、ワトソン、アイリーン・アドラーのフィギュアが、デアゴスティーニ・ジャパンから発売された。